# Tuyuhun
Tuyuhun, tyb. ཨ་ཞ་་, Wylie: ‘A-zha – federacja plemienna i państwo z ośrodkiem w Qinghai, istniejące od początku IV wieku do 670.
Eponimicznym protoplastą Tuyuhun był wódz Xianbei Murong Tuyuhun (zm. 317), który na początku IV wieku wyemigrował do Qinghai i podbił miejscowych Qiangów i Di, tworząc wieloetniczną federację plemienną. W późniejszym okresie w jej skład mieli wchodzić także Chińczycy, Xiongnu, Gaoche czy Sogdyjczycy, ale do końca swojej historii była ona rządzona przez ród Murong. Wieloetniczny i wielokulturowy charakter Tuyhun znajdował odzwierciedlenie w tytulaturze ich władców, którzy używali chińskiego tytułu wang, ale również wywodzących się z tradycji koczowniczej tytułów chanyu i kagan. Gospodarka Tuyuhun opierała się przede wszystkim na koczowniczej hodowli, ale była uzupełniania przez rolnictwo, wydobycie minerałów i handel, który odgrywał ważną rolę ze względu na położenie państwa na Jedwabnym Szlaku. Pomimo istotnych wpływów chińskich, Tuyuhun nigdy nie ulegli sinizacji w stopniu porównywalnym do państw okresu Szesnastu Królestw, z którymi współistnieli. Uznawali oni formalną zwierzchność najpierw Zachodniego Qin, a później Północnego Wei, ale jednocześnie, korzystając ze swojego strategicznego położenia, dla przeciwwagi utrzymywali ożywione kontakty z dynastiami chińskiego Południa i Rouran. Koniec V i VI wiek był okresem największej pomyślności Tuyuhun, ale ich sytuacja zmieniła się radykalnie na niekorzyść, gdy Chiny zjednoczyły się pod panowaniem dynastii Sui, a na zachodzie powstało królestwo tybetańskie. Ściśnięci pomiędzy dwoma mocarstwami Tuyuhun zostali ostatecznie podbici przez Tybet w 670. Część Tuyuhun uciekła do Chin, gdzie są wzmiankowani aż do końca X wieku. Uznaje się ich za przodków dzisiejszej mniejszości narodowej Tu.

## Państwo Tuyuhun

### Początki i tożsamość etniczna
Eponimicznym założycielem Tuyuhun był wódz Xianbei Murong Tuyhun (zm. 317), którego ojczyzną był region rzeki Liao w dzisiejszej Mandżurii. Ok. 285 popadł on w konflikt ze swoim bratem, Murong Hui, i udał się wraz ze swoimi ludźmi na zachód, by osiąść pomiędzy pasmem Yin Shan a Huang He. Koczowali oni w tym regionie przez około dwadzieścia lat, dopóki nie natknęli się na Tuoba, po którym to wydarzeniu przenieśli się dalej na południowy zachód, do regionu Qinghai. Tam podporządkowali sobie miejscowych Qiangów i Di, tworząc wieloetniczną federację plemienną. 
Na samym jej szczycie stał należący do Xianbei ród Murong, jednak w IV wieku dużą rolę w dworskiej polityce odgrywali Qiangowie. Także Di znaleźli swoje miejsce wśród rządzącej elity, o czym świadczy choćby przypadek Damy Nian, małżonki dwóch kolejnych władców Tuyuhun, której czterej synowie mieli sprawować rządy od 400 aż do lat pięćdziesiątych V wieku. W późniejszym okresie wśród warstw wyższych Tuyuhun znajdujemy również Chińczyków, Xiongnu, Gaoche i Sogdyjczyków. Podsumowując, od samego początku federacja Tuyuhun miała charakter etnicznie mieszany i taka pozostała aż do końca swojego istnienia.

### Położenie i gospodarka
Do ostatecznego uformowania się politycznej tożsamości i samoświadomości Tuyuhun jako ludu doszło za panowania wnuka Tuyuhuna, Yeyana (329–351). To on miał przyjąć nazwę Tuyuhun na określenie dynastii i państwa. W trakcie jego rządów po raz pierwszy wśród Tuyuhun pojawiają się chińskie tytuły urzędnicze, co sugeruje powołanie pewnej rudymentarnej administracji, częściowo opartej na modelu chińskim. Pomimo istotnych chińskich wpływów Tuyuhun jednak nigdy nie ulegli sinizacji w stopniu porównywalnym do „barbarzyńskich” państw okresu Szesnastu Królestw, z którymi współistnieli, co wiążę się m.in. z faktem, że państwo Tuyuhun nie leżało na dawnym terytorium cesarstwa Han. Położenie Tuyuhun, w regionie na południe od korytarza Gansu, rozciągającym się na południowy wschód do gór Kunlun i skraju Wyżyny Tybetańskiej miało duże znaczenie dla ich rozwoju i przetrwania. Oddalenie od głównych centrów politycznych Chin i Mongolii chroniło Tuyuhun i zapewniało przestrzeń dla ich ekspansji. Z jednej strony mogli oni rozciągnąć swoje wpływy na południe i zachód (na teren Xiyu), z drugiej zaś w sytuacji zagrożenia mogli znaleźć schronienie na południowym zachodzie, w regionie Bailan (chiń. 白兰), ponieważ aż do VII wieku na terenie Tybetu nie istniała dobrze zorganizowana struktura polityczna. Z ucieczką do Bailan spotykamy się po raz pierwszy już w przypadku następcy Tuyuhuna, Tuyana (317–329), który miał zostać śmiertelnie ranny w trakcie jednej ze swoich utarczek z miejscowymi Qiang.
Qinghai słynęło ze swoich pastwisk, co sprzyjało koczowniczemu trybowi życia, i jego mieszkańcy hodowali owce, jaki, wielbłądy, muły i konie. Szczególnie słynna była miejscowa rasa koni, cong 骢, będąca krzyżówką koni perskich i miejscowych. Te konie były jednym ze źródeł militarnej przewagi Tuyuhun, ponieważ zaś były bardzo poszukiwane, przynosiły również duży zysk ze sprzedaży. Koczownicza gospodarka Tuyuhun była uzupełniana przez produkcję soli, rękodzieło i uprawę roli. Na ich terytorium wydobywano także znaczne ilości miedzi i żelaza, oraz cynobru. Miejscowi Qiang i Chińczycy, którzy docierali do Qinghai z Gansu, uprawiali jęczmień, proso, fasolę i grykę, jak również dostarczali ludzi i umiejętności potrzebnych do budowy fortec, miast, dróg i mostów. Ważnym elementem ekonomii był również handel. Tuyuhun prowadzili regularną wymianę z sąsiednim Syczuanem. Co więcej, gdy korytarz Gansu stał się niebezpieczny w okresie ciągłych walk w północnych Chinach tzw. „Droga Qinghai” albo „Tuyuhun”, łącząca środkowe i południowe Chiny z Regionami Zachodnimi, stała się najważniejszym połączeniem tej części Jedwabnego Szlaku. Tym samym rola Tuyuhun jako pośredników w międzynarodowym handlu i komunikacji niepomiernie wzrosła. Jak pisze Ulrich Theobald: „ponieważ Tuyuhun zajmowali zachodnią część Jedwabnego Szlaku, która była jedyną drogą wiodącą z Chin do Azji Środkowej, wszystkie chińskie dynastie, ale także prywatni kupcy i buddyjscy mnisi byli bardzo zainteresowani wolnym przejściem przez ich terytorium. Tuyuhun utrzymywali również bliskie relacje ze stepowymi federacjami tureckich Gaoche i Rouran”.

### Rozwój
W okresie Szesnastu Królestw Tuyuhun początkowo uznawali zwierzchność Wcześniejszego Qin, zaś po jego upadku Zachodniego Qin. Shipi (390-400) próbował zrzucić zwierzchność Zachodniego Qin, został jednak pokonany i w 398 musiał schronić się w Bailan. Ostatecznie zawarto pokój i Shipi wziął za żonę księżniczkę Qin. Następcą Shipi został nie jego syn, jak działo się do tej pory, lecz brat, Wuheti (400-405). Lata 400-481, kiedy nad Tuyuhun panowało sześciu kolejnych braci (wśród nich zaś wspomniani już czterej synowie Damy Nian), są uznawane za okres wzrostu potęgi Tuyuhun. W sumie pomiędzy rokiem 317 a 663 dziesięciu królów Tuyuhun doszło do władzy na drodze sukcesji braterskiej, co było zgodne ze zwyczajami ludów stepowych, zaś jedenastu na drodze sukcesji w linii prostej.
W okresie sukcesji braterskiej wśród Tuyuhun zdawały się dominować wpływy koczownicze – chińskie kroniki przestały opisywać ich władców przy użyciu chińskich kategorii humanitarności i synowskiej nabożności, zamiast tego kładąc nacisk na takie typowe wśród nomadów wartości jak odwaga i solidarność. Shuluogan (405–417) używał zarówno tytułów chińskich, takich jak Generalny Komendant Regionu (大都督, da dudu), Naczelny Generał Rydwanów i Kawalerii (车骑大将军, cheji da jiangjun) i król (wang) Tuyuhun, jak i tych powszechnych wśród ludów stepowych, takich jak chanyu (używany niegdyś przez Xiongnu) i kagan. Ta wielość tytułów odzwierciedlała wieloetniczny i wielokulturowy charakter Tuyuhun. Shuluogan musiał także rozbudować administrację, gdyż źródła chińskie wspominają wprowadzenie przez niego podatków i szarwarku, oraz ścisłych reguł wynagradzania i karania. Prowadził on wojny z Zachodnim Qin, a także z Południowym Liang, ponosząc jednak powtarzające się porażki z rąk tych pierwszych w 417 musiał wycofać się do Bailan, gdzie zmarł.
Młodszy brat Shuluogana, Achai (417–426), zrezygnował z używania tytułów chanyu i kagana. W 421 został on ponownie pokonany przez Zachodnie Qin i zaakceptował swój wasalny status, otrzymując od nich chiński tytuł króla. To za jego rządów Tuyuhun wysłali pierwszą misję do cesarstwa Liu Song, formalnie uznając jego zwierzchność, co miało pomóc w wyzwoleniu się spod wpływów Zachodniego Qin. Był to początek polityki utrzymywania bliskich więzi z dynastiami południowymi – w sumie Tuyuhun mieli wysłać dwadzieścia misji do Liu Song, jedną do ich bezpośrednich następców, Południowej dynastii Qi, i dziewięć do dynastii Liang. Chociaż dynastie południowe nie mogły zaoferować Tuyuhun realnego militarnego wsparcia to kontakty z nimi podnosiły ich dyplomatyczny status oraz oferowały znaczące korzyści handlowe. Tuyuhun stali się także pośrednikami pomiędzy reżimami Południa a Rouran, rywalizującymi z Północną dynastią Wei, którzy w 428 lub 429 wysłali swoje pierwsze poselstwo do Liu Song. Raczej nie ulega wątpliwości, że ich wysłannicy musieli dotrzeć na Południe przez terytorium Tuyuhun, omijając Północne Wei. W sumie w relacji z chińskim Południem „polityczne i ekonomiczne korzyści przeważały nad jakąkolwiek dyplomatyczną niższością jaką mogła ona implikować po stronie Tuyuhun”.
W 429 Tuyuhun połączyli siły z Północnym Liang i zaatakowali Zachodnie Qin. Dwa lata później, po tym jak Xia zniszczyło Zachodnie Qin i ich armia przygotowywała się do ataku na Północne Liang Tuyuhun dokonali na nią zaskakującego ataku i pojmali króla Xia, Helian Dinga. To zwycięstwo poszerzyło terytorium Tuyuhun, którzy teraz zaczęli graniczyć z Północnym Wei. Jeszcze w tym samym roku Tuyuhun uznali zwierzchność Północnego Wei, szybko jednak król Mugui (426–436) powrócił do polityki sojuszu z Liu Song, dystansując się od swojego nowego formalnego suwerena.
Muliyan (436-452) w 439 otrzymał od Liu Song tytuł królewski, zaś jego syn tytuł następcy tronu. Postrzegając to jako odstępstwo od zasady sukcesji braterskiej jego bratanek zaczął planować bunt. Chociaż spisek szybko wykryto i dokonano na nim egzekucji, to innemu bratankowi króla Tuyuhun udało się uzyskać pomoc Północnego Wei. W 444 armia Wei dokonała inwazji Tuyuhun i Muliyan musiał uciekać do Bailan, gdzie jednak był nadal ścigany przez przeciwnika. W tej sytuacji udał się dalej na zachód, gdzie zajął Chotan, po czym przedsięwziął wyprawę na Kaszmir. Te działania świadczą o tym że nadal musiał mieć w swojej dyspozycji znaczną siłę militarną. W 446 Muliyan powrócił do Qinghai i pomimo jego obaw Wei nie zaatakowało go ponownie, będąc zagrożone przez Rouran. Ubocznym skutkiem pobytu Muliyana w Chotanie miał być wzrost zainteresowania buddyzmem wśród dotychczas praktykujących szamanizm Tuyuhun.

### Apogeum i upadek
Za panowania Shiyina (452-481) Wei ponawiało ataki na Tuyuhun w latach 460, 470 i 473, tak że ostatecznie w 473 zdecydował się on uznać zwierzchność północnego cesarstwa, chociaż nadal utrzymywał kontakty z Południem i Rouran. Jego następcy kontynuowali tę politykę aż do upadku Wei w 534 i w sumie w okresie od 473 do 534 Tuyuhun wysłali do dworu Wei aż sześćdziesiąt jeden misji z trybutem. W 534 Północne Wei uległo podziałowi na Wschodnie Wei (534–550), po którym z kolei nastąpiło Północne Qi (550–577), oraz Zachodnie Wei (535-556), po którym nastąpiło Północne Zhou (557–581). Kontynuując swoją zwyczajową politykę „przymierza z dalekimi i walki z bliskimi” Tuyuhun pozostawali w sojuszu ze Wschodnim Wei i Północnym Qi, pozostając w konflikcie z Zachodnim Wei i Północnym Zhou, które czasami były zdolne do wymuszenia formalnego uznania swojej zwierzchności. W tym samym czasie na stepie państwo Rouran upadło w wyniku buntu Turków, którzy wkrótce utworzyli potężny kaganat.
Rozległe kontakty z sąsiednimi kulturami doprowadziły do przejmowania obcych wpływów i większego kulturalnego wyrafinowania Tuyuhun. Jak już wspomniano powyżej, zaczął się wśród nich szerzyć buddyzm. Shiyin miał zacząć używać pisma, wznosić ufortyfikowane miasta i budować pałace, a luksusowe rezydencje stały się również modne wśród jego możnych. Mając „raczej pokojowe relacje z Północą i innymi siłami państwo Tuyuhun osiągnęło swoje apogeum za panowania Fulianchou (490-529) i Kualü (535–591)”. Według źródeł chińskich naśladując dwór cesarski Fulianchou mianował urzędników rządzących ziemiami w jego imieniu. Kualü ponownie przyjął tytuł kagana, co było konieczne dla podkreślenia jego autorytetu, ponieważ w tym czasie wielu lokalnych wodzów w ramach Tuyuhun posługiwało się już tytułem króla. To za jego czasów wieloetniczny system rządów stał się bardziej stabilny. Na jego czele stał kagan, poniżej którego znajdowali się urzędnicy z chińskimi tytułami. Na poziomie lokalnym władzę sprawowali książęta Tuyuhun i plemienni wodzowie. 
Sytuacja Tuyuhun uległa poważnej zmianie gdy w 589 Chiny zjednoczyły się pod panowaniem dynastii Sui. Dla agresywnego cesarza Yanga Tuyuhun stanowili przeszkodę w jego planach ekspansji na zachód i w 609 przeprowadził on udaną inwazję na ich terytorium, dokonując jego aneksji. Był to pierwszy raz w historii gdy chińskie państwo inkorporowało region Qinghai. Fuyun (603-635) wraz ze swoim dworem znalazł wówczas schronienie wśród Tangutów i był w stanie restaurować swoje rządy gdy Sui upadło w 617.
Stosunki pomiędzy Tuyuhun a nowym cesarstwem Tang były początkowo przyjazne, ponieważ ich zachodni sąsiedzi wsparli nowy ród cesarski w trakcie jego rebelii przeciwko Sui. Na dłuższą metę ekspansjonistycznie nastawieni Tangowie nie mogli jednak pozwolić Tuyuhun na kontrolowanie zachodniej części Jedwabnego Szlaku z tych samych powodów co Sui. Co więcej, w tym samym czasie Tuyuhun zyskali nowego rywala na zachodzie, gdy na terytorium Tybetu powstało zjednoczone królestwo. Tym samym sytuacja geopolityczna Tuyuhun radykalnie się zmieniła – stracili oni możliwość rozgrywania między sobą oddalonych od ich centrum potęg, zamiast tego zaś znaleźli się pomiędzy dwoma agresywnymi mocarstwami.
Cesarz Taizong nie zamierzał tolerować rajdów Tuyuhun na swoje terytorium i w 634 chińska armia dokonała inwazji na ich państwo, niezmordowanie ścigając Fuyuna, który ostatecznie został zabity przez swoich możnych. W przeciwieństwie do cesarza Yanga Taizong nie zmierzał jednak do bezpośredniej aneksji Tuyuhun i zadowolił się ustanowieniem marionetkowego władcy w osobie Nuohebo (635-688), który otrzymał za żonę rękę chińskiej księżniczki. Osłabienie Tuyuhun  wykorzystali Tybetańczycy, którzy natychmiast ich zaatakowali, zmuszając część z nich do ucieczki na terytorium cesarstwa. Kolejne matrymonialne układy z Tangami w latach 50. VII wieku formalnie potwierdzały bliskie związki pomiędzy oboma państwami, jednak Chińczycy nie chcieli lub nie byli w stanie obronić Tuyuhun przed tybetańską agresją. Do kolejnych ataków Tybetańczyków doszło w 660, a następnie w 663, i Nuohebo uciekł na terytorium cesarstwa. Pomimo niechęci swoich doradców w 670 cesarz Gaozong przedsięwziął próbę przywrócenia rządów Tuyuhun, ta kampania skończyła się jednak klęską, i tym samym dawne terytorium Tuyuhun stało się ostatecznie częścią Tybetu.

## Późniejsze losy Tuyuhun
Już w latach 30. VII wieku część Tuyuhun osiedliła się na terytorium cesarstwa, później zaś dołączyły do nich grupy przybyłe wraz z Nuohebo. On sam w 672 został wraz ze swoimi ludźmi osiedlony na terytorium dzisiejszej prefektury Zhongwei, gdzie został mianowany regionalnym inspektorem (刺史, cishi) nowo utworzonej komanderii Anle (dzis. Zhongning), co pozwalało na ściślejszą kontrolę Tuyuhun przez cesarską administrację. Kaganowie Tuyuhun byli uznawani przez rząd cesarstwa aż do roku 798, chociaż ich tytuł był już teraz tylko pustą nazwą.
Bojąc się zagrożenia jakie mogli stanowić zjednoczeni Tuyuhun na terytorium cesarstwa Tangowie dążyli do ich rozproszenia, osiedlając ich w różnych regionach zależnie od tego gdzie poddali się chińskiej władzy. Tuyuhun, którzy pozostali na swoim dawnym terytorium stopniowo przemieszczali się na wschód. Również Tuyuhun z Anle nie pozostali na swoim miejscu i stopniowo migrowali do dzisiejszej Mongolii Wewnętrznej i Shanxi. W IX wieku tym grupom Tuyuhun miał przewodzić wódz nazywany Helian Duo. W tym samym czasie plemiona Tuyuhun w źródłach chińskich zaczynają być nazywane Tuihun (退浑) lub Tuhun (吐浑). W X wieku wspomina się o wodzu Tuhun Bai Chengfu, który miał otrzymać w zarząd dwie komanderie i zostać uhonorowany nadaniem cesarskiego nazwiska Li. Ostatecznie zginął on z ręki założyciela Późniejszej dynastii Han Liu Zhiyuana. W tym okresie wiele z plemion tych „Północnych Tuyuhun” zostało przyłączonych do federacji plemiennej Kitanów. Ostatnia wzmianka dotycząca Tuyuhun (Tuhun) pojawia się w źródłach chińskich w 997. Ci Tuyuhun, którzy pozostali na swoich dawnych ziemiach, są uważani za przodków dzisiejszej mniejszości narodowej Tu.